# ラーヤと龍の王国
『ラーヤと龍の王国』（ラーヤとりゅうのおうこく、原題: Raya and the Last Dragon）は、2021年のアメリカ合衆国のコンピュータアニメーション映画。ウォルト・ディズニー・アニメーション・スタジオ製作。同社59作目の作品であり、監督はドン・ホールとカルロス・ロペス・エストラーダ、共同監督はポール・ブリッグスとジョン・リパが務めた。製作はオスナット・シューラー、ピーター・デル・ヴェッチョが担当した。脚本はブラッドリー・レイモンドとヘレン・カラファティックによるストーリー案を基に、キュイ・グエンとアデル・リムが主に執筆し、他の脚本家（ブリッグス、ホール、エストラーダ、リパ、ディーン・ウェリンズ、キール・マーレイ）が追加執筆を行った。声の出演には、ケリー・マリー・トラン、オークワフィナ、アイザック・ワン、ジェンマ・チャン、ダニエル・デイ・キム、ベネディクト・ウォン、サンドラ・オー、タライア・トラン、ルシル・スーン、アラン・テュディックらが参加している。物語は、戦士である王女ラーヤが、父親とクマンドラの地を邪悪な存在「ドルーン」から救うため、伝説の最後の龍を探す旅を描いている。
本作は、東南アジアの伝統文化に着想を得て制作された。2018年10月に制作が開始され、2019年8月にプロジェクトの正式発表とともにタイトルおよびキャストが公開された。2020年8月には、キャラクターやプロットの変更に伴い、当初主演として発表されていたキャシー・スティールがケリー・マリー・トランに交代するなど、複数のキャストおよびスタッフの変更が発表された。新型コロナウイルス感染症の世界的流行により、制作中にはZoomなどのデジタル通信ツールを用いた在宅作業が行われた。
ウォルト・ディズニー・スタジオ・モーション・ピクチャーズは本作を2020年11月25日にアメリカで劇場公開する予定だったが、新型コロナウイルス感染症の影響で公開が2021年3月5日に延期された。この延期による映画館への影響を受け、Disney+のプレミアアクセスを通じた同時配信も実施された。本作は「2021年に最も視聴されたストリーミング映画」の第3位となり、全世界で1億3000万ドル以上の興行収入を記録した（Disney+のプレミアアクセス収入は含まない）。批評家からはアニメーション、映像美、アクションシーン、キャラクター、キャストなどが高く評価された一方で、東南アジア系キャストの不足や時代錯誤のユーモアが批判の対象となった。
第94回アカデミー賞および第79回ゴールデングローブ賞で長編アニメーション賞にノミネートされたが、いずれも同じくウォルト・ディズニー・アニメーション・スタジオ制作の『ミラベルと魔法だらけの家』が受賞した。また、第49回アニー賞では10部門にノミネートされ1部門で首位を獲得したものの、受賞には至らなかった。
劇場公開時の同時上映作品は『あの頃をもう一度』。

## ストーリー

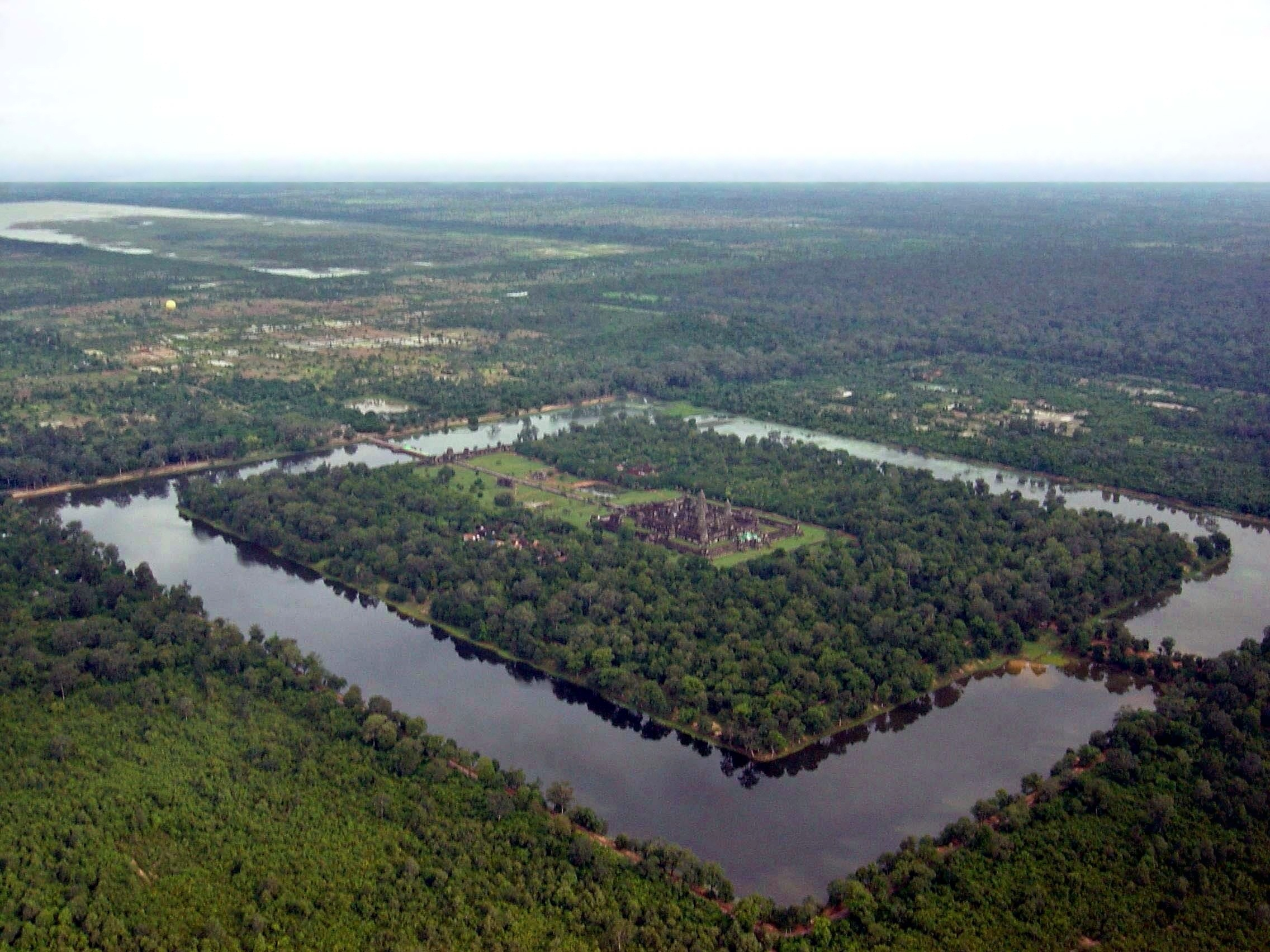
アンコール・ワットは、ファングの宮殿にインスピレーションを与えた。

かつて、聖地クマンドラでは人々と聖なる龍が共存し、平和に暮らしていた。しかし、心を持たない魔物「ドルーン」が現れ、触れた者を石に変えてしまう脅威により、その平和は破られた。龍たちはドルーンを封じるため、魔力を「龍の石」に込め、シスーに託した。ドルーンは滅ぼされたものの、龍たちは元の姿に戻ることなく消え去った。
それから500年後、龍の石を巡ってクマンドラは分裂し、砂漠の国テイル、水の国タロン、雪と氷の国スパイン、戦闘民族の国ファング、そしてハートという5つの国が対立を続けていた。龍の石はハートで厳重に保管されており、ハートの首長ベンジャはクマンドラの再統一を目指し、各国の首長を招いて交流を図ろうとした。首長たちがハートに集まる中、ベンジャの娘であるラーヤは、龍の石の守護者となる試練を受け、正式に守護者として認められた。
その集まりで、ラーヤはファング国の首長ヴィラーナの娘ナマーリと友好関係を築く。しかし、ナマーリはラーヤを騙してファング国の兵士を引き入れ、龍の石を奪おうとした。他の首長や戦士たちも奪い合いに加わり、混乱の末、龍の石は5つに割れてしまう。その瞬間、封印されていたドルーンが復活し、人々は次々と石に変えられた。ベンジャは龍の石の欠片をラーヤに託し、自らは石となった。
6年後、18歳になったラーヤは相棒のトゥクトゥクと共にシスーを探し続けていた。テイル国で復活の儀式を行い、ついにシスーの復活に成功する。シスーは状況を把握しきれない中で、テイル国に忍び込んで龍の石の欠片を回収し、その力で人間の姿に変身できるようになった。ラーヤとシスーは残りの欠片を集める旅に出るが、道中でナマーリの妨害を受ける。逃げ込んだ船で出会った少年ブーンは、家族をドルーンに奪われており、共に旅に出ることを決意した。
次に訪れたタロン国で、ラーヤは迷子の赤ん坊ノイと出会う。ノイに龍の石の欠片を奪われるが、取り戻した後、彼女もまた家族を失ったことを知り、仲間に迎える。その後スパイン国に向かい、家族を失った孤独に耐え切れないトングが新たに仲間に加わった。
最後の国ファングでは、ナマーリが再び立ちはだかる。ラーヤはナマーリと対峙するが、シスーを誤って矢で撃ってしまい、シスーは命を落とす。龍の力を失ったことでドルーンが猛威を振るい、ファング国の人々が石に変えられる中、怒りに駆られたラーヤはナマーリと衝突する。しかし、シスーが「信じることの大切さ」を説いていたことを思い出し、ラーヤはナマーリに自らの龍の石の欠片を託し、ドルーンに飲み込まれ石となる。他の仲間たちもラーヤを信じ、各自の欠片をナマーリに託して石となった。
ナマーリが欠片を一つに集めると、龍の石が再び輝きを取り戻し、ドルーンは完全に滅ぼされた。石となった人々と龍たちは元の姿に戻り、シスーも復活した。ラーヤとナマーリは和解し、各地の仲間たちもそれぞれの家族や仲間と再会を果たす。クマンドラは再び一つとなり、平和が訪れた。

## 登場人物

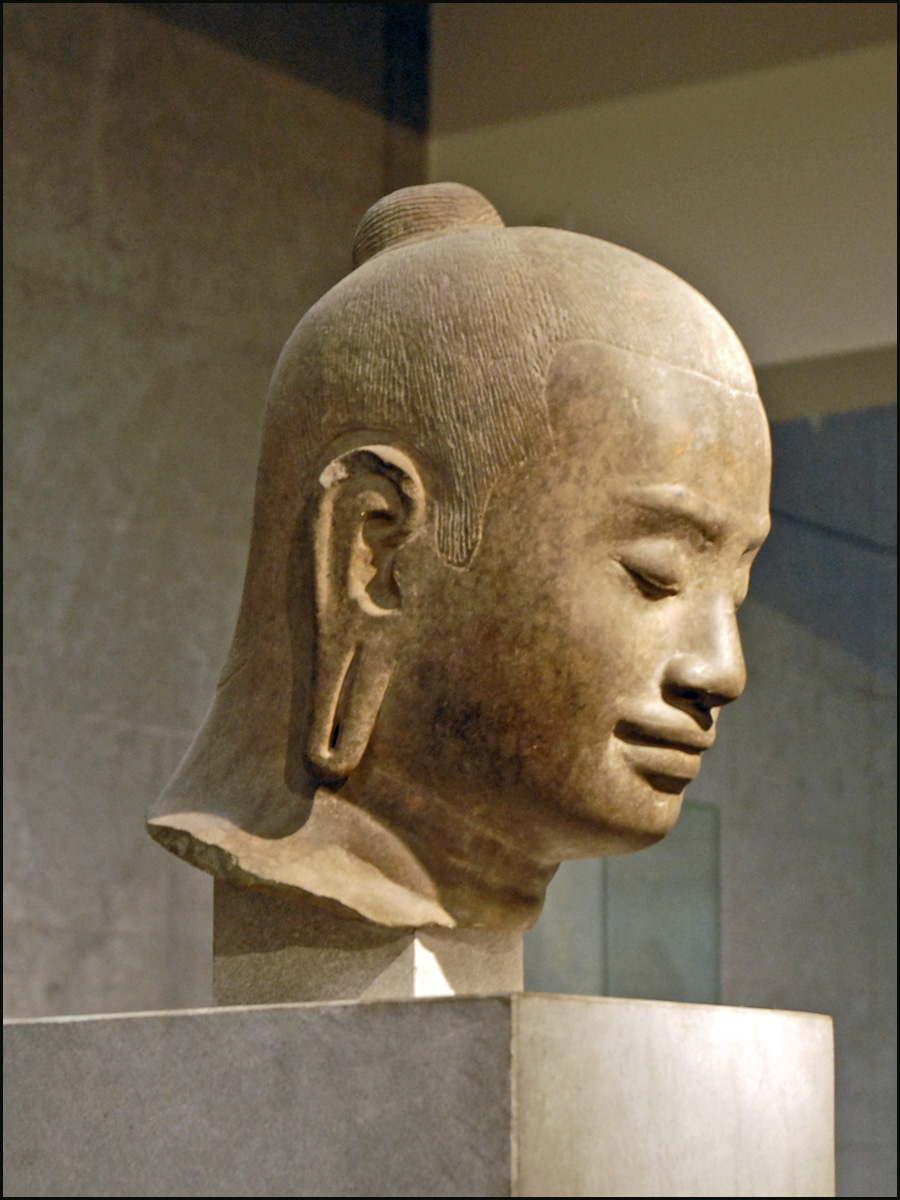
ジャヤーヴァルマン7世が着用した髷。ベンジャなど、多くの登場人物がこの髪型をしている。

ラーヤ
 声 - ケリー・マリー・トラン（吉川愛）
本作品の主人公でありヒロイン。12歳で、聖なる龍の力が宿る「龍の石」の守護者となる。大胆で情熱的な戦士だが、幼少期の出来事が原因で他人を信じることができなくなっている。18歳になり、ドルーンによって石化された父親を救い、クマンドラに平和を取り戻すため、割れてしまった「龍の石」の欠片を集めて元に戻す旅に出る 。

シスー
声 - オークワフィナ（高乃麗）
もう一人の主人公で、「最後の龍」と呼ばれる特別な力を持つ存在。正式名はシスー・ダトゥ。500年間姿を消していたが、ラーヤによって目覚める。ラーヤとともに「龍の石」の欠片を集める旅に出る。「龍の石」の魔法の力を使い、ラーヤと同年代の人間の少女の姿に変身している。常に楽観的で、他人を疑わない性格を持ち、ラーヤとは対照的な存在。ベンジャと同じく他者を信じることを重んじており、ラーヤにその大切さを説く。 兄のベングー・ダトゥ、姉のブラニー、弟のジャガン、妹のアンバがおり、彼らと共に「龍の石」を作り上げた。
ブーン
声 - アイザック・ワン（斎藤汰鷹）
テイル国の港でエビ漁のボートを営む10歳の少年。腕の良いシェフであり、ボートの船長も務める。ドルーンによって家族を失った過去を持つ。本作の登場人物の中では、性格に癖のある者が多い中で、数少ない常識人として描かれている。
ナマーリ
声 - ジェンマ・チャン／ジョナ・シャオ（幼少期）（伊藤静／黒沢ともよ（幼少期））
ファング国の首長の娘であり、ラーヤの行く先々で妨害を繰り返す最大のライバル。幼少期にはラーヤと親しくなるが、ハート国から「龍の石」を奪うために彼女を裏切る。クールな性格で、龍に強い憧れを抱いている。本作ではディズニー・ヴィランズに近い立ち位置のキャラクターとして描かれている。
ベンジャ
声 - ダニエル・デイ・キム（森川智之）
ラーヤの父親で、ハート国の首長。分裂した5つの国をまとめ、クマンドラを復興させるという夢を抱いている。その実現には人々が互いを信頼することが重要だと考え、自らその模範になろうとする。しかし、ドルーンによって石化されてしまう。
トング
声 - ベネディクト・ウォン（後藤光祐）
巨大な斧を持つスパイン国の大男。一見無愛想で凶暴に見えるが、実際は気の優しい性格。ドルーンによって家族や仲間を失い、スパイン国で唯一の生存者として孤独な生活を送っている。赤ん坊好きな一面があり、ノイを可愛がる姿も描かれている。
ヴィラーナ
声 - サンドラ・オー（深見梨加）
ファング国の首長でナマーリの母親。ファング国民の生存を最優先し、そのためには無慈悲な行動も厭わない計算高い指導者。
ノイ
声 - タライア・トラン（アドリーヌ・シュターイユ）
オンギたちに育てられた2歳の女の子。見た目はとても可愛らしいが、窃盗団のリーダーとして活動している。可愛らしさで観光客の気を引き、その隙にオンギたちが荷物を盗むという手口を使う。ドルーンによって両親を失った孤児。
ダン・フー
声 - ルシル・スーン（谷育子）
ダン・ハイの母親であり、タロン国の真の首長。
トゥクトゥク
声 - アラン・テュディック（ブルーノ・マーニュ）
ダンゴムシのように体を丸めることができる生物で、手のひらに乗るほどの大きさだった幼い頃からラーヤの親友。成長して巨大化し、ラーヤを背中に乗せて移動する乗り物となり、彼女の旅を支える存在となる。
本作には、以下の声優陣も参加している。ディチェン・ラックマンがファング国のアティタヤ将軍およびスパイン国の戦士役、パティ・ハリソンがテイル国の首長役、ダムファウンデッドが花売りのチャイ役、サン・カンがタロン国の元首長ダン・ハイ役、シエラ・カトウがタロン国の商人およびファング国の兵士役、ロス・バトラーがスパイン国の首長役、フランソワ・チャウがファング国の兵士ワン役、ゴードン・イップとポール・イェンがタロン国の商人役を務めている。

## 制作

### 企画
2018年10月、『Deadline Hollywood』は、ディズニーがアデル・リムが脚本、オスナット・シューラーがプロデューサーを務めるコンピュータアニメーション映画を制作中であると報じた。監督にはポール・ブリッグスとディーン・ウェリンズが就任し、これが彼らの監督デビュー作となる予定だった。彼らの多くは『アナと雪の女王』『ズートピア』『モアナと伝説の海』などのディズニー作品に関わった経験を持つ。当時、タイトルは未定で、制作スケジュールの秘匿方針により登場人物の詳細も明らかにされていなかったが、キャスティング情報から主人公がアジア系女性であると推測されていた。2019年8月、ディズニーはD23 Expoで本作を正式に発表し、ラーヤ役にキャシー・スティール、シスー役にオークワフィナを起用することを明らかにした。
2020年8月、ディズニーはキャストおよびスタッフの交代を発表した。『くまのプーさん』や『ベイマックス』の監督を務めたドン・ホールと、2019年にディズニー・アニメーションに入社したカルロス・ロペス・エストラーダが新たに監督に起用された。ブリッグスは共同監督から降格され、後に再雇用された。また、ジョン・リパがウェリンズに代わり共同監督となり、ウェリンズは最終的に原作者としてクレジットされた。さらに、キュイ・グエンが脚本家として加わり、ピーター・デル・ヴェッチョがプロデューサーとして参加した。ラーヤ役のキャシー・スティールも、キャラクターやプロットの変更によりケリー・マリー・トランに交代した。この変更についてシュラーは「キャストはキャラクターの精神を体現する必要があり、トランの方が適している」と説明している。
ホールによれば、ラーヤは当初「ストイックな一匹狼」として構想されていたが、『ガーディアンズ・オブ・ギャラクシー』のピーター・クイルのような「威厳やユーモア」を加える方向に変更されたという。『ハリウッド・リポーター』によれば、トランが選ばれたのは「軽快さや自信に満ちたキャラクター性」が評価されたためである。トランは一度ラーヤ役のオーディションに落選しており、2020年1月にスティールに代わってラーヤを演じた際、別の俳優の代役として採用されたと考えていた。また、ディズニーはキャスト陣に関する情報を伏せたまま個別にセリフを収録し、キャスト同士が互いの参加を偶然知るまでその詳細を明らかにしなかった。
本作は、ブルネイ、シンガポール、ラオス、タイ、東ティモール、カンボジア、ベトナム、ミャンマー、マレーシア、インドネシア、フィリピンといった東南アジアの文化からインスピレーションを受けた「クマンドラ」を舞台としている。監督や制作チームは背景リサーチのためにタイ、ベトナム、カンボジア、インドネシア、フィリピン、ラオスを訪問した。また、文化的正確性を確保するため、ラオス人類学准教授スティーブ・アロウサックを含む「東南アジア・ストーリー・トラスト」を結成し、制作に携わった。さらに、タイのアーティストであるフォーン・ヴィーラサンソーンがストーリーヘッドを務めた。
主人公の名前「ラーヤ」は、東南アジア・ストーリー・トラストの専門家が提案した数十の候補から選ばれた。脚本家アデル・リムは、マレー語で「お祝い」を意味するこの名前を初めて聞いたときに感動を覚えたという。制作中は新型コロナウイルス感染症の世界的流行時の影響を受け、Zoomなどのデジタル通信ツールを活用した在宅作業が行われた。

### アニメーション
本作では、ラーヤがフィリピンの伝統的な帽子を被っており、東南アジアの文化が融合している様子がうかがえる。衣装デザインや髪型、装備も、東南アジアの伝統的な衣服を基に制作されている。また、水は物語の中心的な要素の一つとして描かれており、ラーヤの心の成長を象徴する役割を果たしている。滑らかな色合いの水面はラーヤが周囲に親しみを感じている瞬間を示し、逆に不信感が高まる場面ではコントラストが強調され、影やシルエットを用いて表現されている。
制作は、ディズニー・アニメーションのチーフ・クリエイティブ・オフィサー兼エグゼクティブ・プロデューサーであるジェニファー・リーが監修した。さらに、ケルシー・ハーリーがアソシエイト・テクニカル・スーパーバイザーであるガブリエラ・ヘルナンデスとシュウェタ・ヴィスワナサンの助けを得て、女性だけで構成されたリーダーシップチームを指揮した。このチームは、MayaやHoudini、Nukeといった編集・レンダリングソフトウェアに加え、Python、C++などのプログラミング言語を使用して制作を進めた。

### 音楽
音楽はジェームズ・ニュートン・ハワードが担当し、『ダイナソー』『アトランティス 失われた帝国』『トレジャー・プラネット』に続く長編アニメーション映画での4度目のコラボレーションとなった。サウンドトラックは2021年2月26日に発売され、ジェネイ・アイコがエンドロールで使用される楽曲「Lead the Way」を作曲し、歌唱した。
2021年3月2日、ディズニー・スタジオ・フィリピンは、フィリピン人歌手KZ・タンディンガンがディズニー初のフィリピン語楽曲「Gabay（ガイド）」を歌うと発表した。この曲は「Lead the Way」のフィリピン語版であり、吹き替え版のサウンドトラックに収録された。フィリピン・ディズニースタジオのマーケティング責任者であるアリー・ベネディクトは、この楽曲について「地元のクリエイティブな才能と協力し、地域に関連する方法でストーリーを伝えるというディズニーのコミットメントを示すものだ」とコメントしている。プレスリリースの中でタンディンガンは、「母国語で歌えること、さらにそれがディズニー映画での楽曲であることを光栄に思う」と述べ、また「弱さや孤独を感じる中で人々が団結し、信頼を築くというメッセージに共感している」と語った。

## 封切り

### 劇場公開とストリーミング配信
本作は当初、2020年11月25日にアメリカで公開される予定だった。しかし、新型コロナウイルス感染症の世界的流行の影響を受け、公開日が2021年3月12日に延期された。その後、2020年12月10日のディズニー・インベスター・デイのプレゼンテーションにおいて、公開日をさらに2021年3月5日に変更し、Disney+ プレミアアクセスでの同時配信を行うことが発表された。Disney+のプレミアアクセスでの購入は2021年6月4日まで可能だったが、4月23日からラテンアメリカで、その他の国では6月4日からすべての加入者に向けて無料配信が開始された。劇場では短編映画『あの頃をもう一度』が同時上映された。
一方、『ムーラン』や『ソウルフル・ワールド』（ピクサー・アニメーション・スタジオ制作）の公開中止や、本作の同日配信による映画館への補償が不十分であるといった理由から、一部の劇場では上映が見送られた。アメリカでは、大手シネマコンプレックスのシネマーク・シアターズが上映を拒否した。日本では、全国興行生活衛生同業組合連合会（全興連）が2021年1月21日に「これまで通りの形式で劇場公開をしない作品については上映しない」という方針を決定した。この方針に従い、TOHOシネマズやMOVIX、ティ・ジョイ、109シネマズななどの大手シネコンが本作の上映を見送った。一方、このルールには強制力がないため、イオンシネマやユナイテッド・シネマ、独立系の一部映画館では上映が行われたが、公開規模は限定的なものとなった。

### マーケティング
本作の公開月には、ゲーム「ディズニー マジックキングダムズ」においてプロモーションとして期間限定のイベントが開催された。このイベントでは、ラーヤ、シスー、トゥクトゥク、ブーン、ナマーリといったキャラクターが登場し、ハート国やファング国の宮殿、ブーンのボートがアトラクションとして追加された。また、映画の出来事とは無関係の新たなストーリーが制作された。

### ホームメディア
ウォルト・ディズニー・スタジオ・ホーム・エンターテイメントは、本作を2021年4月2日にデジタルHDで発売し、同年5月18日にDVD、Blu-ray Disc、Ultra HD Blu-rayとして発売した。デジタル版には短編映画『あの頃をもう一度』が収録されている。Blu-rayに収録された特典映像には、短編映画『あの頃をもう一度』の舞台裏を紹介する「An Introduction to Us Again」、東南アジアの食文化をバーチャルで体験できる「Taste of Raya」、アニメーターの自宅作業を紹介する「Raya Bringing It Home」、本作で使用された武道や武器について学ぶ「Martial Artists」、東南アジア文化が本作に与えた影響を解説する「We are Kumandra」、映画の裏話やイースターエッグを含む内容が収録されている。

## 作品の評価

### 興行成績
本作は、アメリカとカナダで5,470万ドル、その他の地域で7,570万ドル、全世界で総額1億3,040万ドルの興行収入を記録した。
アメリカとカナダでは、『カオス・ウォーキング』および『ブギ』と同日に公開された。公開前の週末興行収入は2,045館で600万ドルから700万ドルと予測されていたが、ニューヨークの映画館が再開された影響もあり、初日に250万ドルを記録した時点で予想額が830万ドルに引き上げられた。最終的に初週末の興行収入は850万ドルに達し、興行収入ランキングで1位となった。
一方、アメリカのシネマーク・シアターズやハーキンズ・シアターズ、カナダのシネプレックスといった映画館チェーンは、ディズニーのレンタル条件に反対し、当初本作を上映しなかったため、パンデミック中に公開された『クルードさんちのあたらしい冒険』や『トムとジェリー』の初週末の興行収入には及ばなかった。しかし、第2週には『トムとジェリー』の興行収入に並び、最終的にはそれを上回る結果となった。2週目の週末には550万ドル、3週目の週末には520万ドルを記録し、いずれも興行成績で1位を維持した。

### 視聴時間
本作は、公開から3日間で3億5,500万分が視聴され、映画の週間視聴時間ランキングで4位を記録した。2021年6月4日にDisney+で追加料金なしで配信が開始され、Netflixで配信されていた『LUCIFER/ルシファー』に次ぐ、世界的に2番目に視聴された映画となった。また、5月31日から6月6日の間に約11億分が視聴されており、30ドルのプレミアムタイトルとして配信されていた時期の週1億1,500万分から大幅な増加を見せた。
2022年1月21日に『Deadline』と『ニールセン・ホールディングス』が発表した「2021年に最も視聴されたストリーミング映画」のリストでは、視聴時間が83億4,000万分に達し、3位にランクインした。1位は105億分の『あの夏のルカ』、2位は89億分の『モアナと伝説の海』だった。

### 映画批評家によるレビュー
本作は批評家から概ね好評を得た。『Rotten Tomatoes』では298件のレビューのうち94％が好意的な評価を示し、平均評価は7.7/10となった。同サイトでは「豪華なアニメーションと巧みな声優陣が本作をディズニーの代表作の一つとして位置付けるとともに、ディズニーの伝統的な手法が依然として信頼に足るものであることを再確認させる作品」と評された。『Metacritic』では、48人の批評家による加重平均スコアが100点満点中74点となり、「概ね好評」とされた。また、『CinemaScore』ではA+からFまでの評価で平均「A」を獲得し、『ポストトラック』では92％の観客が肯定的な評価を示し、78％が「ぜひ勧めたい」と回答した。女性のエンパワーメントに焦点を当てた側面も評価された。『インディワイア』のケイト・アーブランドは本作を「B+」と評価し、創造的であると述べつつ、『ムーラン』や『プリンセスと魔法のキス』と比較して異なる視点を提供していると指摘した。『アトランティック』のシャーリー・リーは、本作の世界観の構築とディテールを高く評価した一方で、「ストーリーを世界観に従属させることで、作品のメッセージが曖昧になる」と批判した。『サンフランシスコ・クロニクル』のジュリー・トレメインも、女性の描写に好意的な評価を寄せた。『ローリング・ストーン』のデヴィッド・フィアーは5点満点中3.5点を付け、「アクションシーンやシークエンス、キャストの演技が作品を生き生きとさせた」と評価した。『コモン・センス・メディア』のサンディ・アングロ・チェンは5つ星中4つの評価を付け、特に女性のエンパワーメントのテーマを称賛した。『フォーブス』もアニメーション、ユーモア、感動的な場面を高く評価した。
一方で、東南アジア系キャストが少ないことや、物語の過剰な演出に対する批判もあった。『ポップダスト・ドット・コム』のキース・ボールドウィンは、『アバター 伝説の少年アン』や『レジェンド・オブ・コーラ』との類似点を指摘し、文化的美学やキャラクターの動機付けを批判した。『A. DiscussingFilm』のフェリシア・ウェイドは、ケリー・マリー・トランや他のキャストが東アジア系の血を引いていないことについて、「文化的正確性に欠ける」として失望を表明した。『NPR』のジャスティン・チャンは、アニメーションとユーモアを評価しつつ、プロットが細部に過剰に焦点を当てている点を指摘した。また、東南アジアの多くの地域でDisney+が利用できないことについても批判が寄せられた。

### 受賞歴
| 賞                                     | 受賞日         | カテゴリー                                                   | 対象 | 結果       | 出典          |
| -------------------------------------- | -------------- | ------------------------------------------------------------ | --- | ---------- | ------------- |
| アカデミー賞                           | 2022年3月27日  | 長編アニメ映画賞                                             | ドン・ホール、カルロス・ロペス・エストラーダ、オスナット・シューラー、ピーター・デル・ヴェッチョ | ノミネート | [ 85 ]        |
| 女性映画ジャーナリスト同盟賞           | 2022年1月25日  | アニメ映画賞                                                 | ラーヤと龍の王国 | ノミネート | [ 86 ] [ 87 ] |
| 女性映画ジャーナリスト同盟賞           | 2022年1月25日  | 女性アニメ賞                                                 | ケリー・マリー・トラン | ノミネート | [ 86 ] [ 87 ] |
| 女性映画ジャーナリスト同盟賞           | 2022年1月25日  | 女性アニメ賞                                                 | オークワフィナ | ノミネート | [ 86 ] [ 87 ] |
| アメリカ映画編集者協会賞               | 2022年3月5日   | 長編映画編集賞                                               | ファビエンヌ・ローリー、シャノン・スタイン | ノミネート | [ 88 ]        |
| アニー賞                               | 2022年3月12日  | 長編作品賞                                                   | ラーヤと龍の王国 | ノミネート | [ 89 ]        |
| アニー賞                               | 2022年3月12日  | FX賞長編部門                                                 | アレックス・モアベニ、ディミトリ・ベルベロフ、ブルース・ライト、スコット・タウンゼント、デイル・マイエダ | ノミネート | [ 89 ]        |
| アニー賞                               | 2022年3月12日  | 長編作品キャラクター・アニメーション賞                       | ジェニファー・ヘイガー | ノミネート | [ 89 ]        |
| アニー賞                               | 2022年3月12日  | 長編作品キャラクター・デザイン賞                             | アミ・トンプソン | ノミネート | [ 89 ]        |
| アニー賞                               | 2022年3月12日  | 長編作品音楽賞                                               | ジェームズ・ニュートン・ハワード、ジェネイ・アイコ | ノミネート | [ 89 ]        |
| アニー賞                               | 2022年3月12日  | 長編作品美術賞                                               | ポール・フェリックス、ミンジュエール・チェン、コーリー・ロフティスルイス・ローガム | ノミネート | [ 89 ]        |
| アニー賞                               | 2022年3月12日  | 長編作品絵コンテ賞                                           | ルイス・ローガム | ノミネート | [ 89 ]        |
| アニー賞                               | 2022年3月12日  | 長編作品声優賞                                               | ケリー・マリー・トラン（ラーヤ） | ノミネート | [ 89 ]        |
| アニー賞                               | 2022年3月12日  | 長編作品脚本賞                                               | キュイ・グエン、アデル・リム | ノミネート | [ 89 ]        |
| アニー賞                               | 2022年3月12日  | 長編作品編集賞                                               | ファビエンヌ・ローリー、シャノン・スタイン、トッド・フルカーソン、リック・ハンメル、ブライアン・ミルマン | ノミネート | [ 89 ]        |
| 美術監督組合賞                         | 2022年3月5日   | プロダクションデザイン賞                                     | ポール・フェリックス、ミンジュエール・チェン、コーリー・ロフティス | ノミネート | [ 90 ]        |
| アルティオス賞                         | 2022年3月23日  | キャスティング賞                                             | ジェイミー・スパレル・ロバーツ、グレース・C・キム | ノミネート | [ 91 ]        |
| BMIフィルム＆TVアワード                | 2021年7月12日  | 劇場公開作品                                                 | ジェームズ・ニュートン・ハワード | 受賞       | [ 92 ]        |
| 映画オーディオ協会賞                   | 2022年3月19日  | アニメーション映画音響ミキシング部門シネマ・オーディオ協会賞 | ポール・マクグラス（オリジナル・ダイアログ・ミキサー）、デヴィッド・E・フルア、ガブリエル・ガイ（再録音ミキサー）、アラン・マイヤーソン（スコアリング・ミキサー）、ドク・カーン（アドル・ミキサー）、スコット・カーティス（フォーリー・ミキサー）                | ノミネート | [ 93 ]        |
| クリティクス・チョイス・アワード       | 2022年3月13日  | アニメ映画賞                                                 | ラーヤと龍の王国 | ノミネート | [ 94 ] [ 95 ] |
| ダラス・フォートワース映画批評家協会賞 | 2021年12月20日 | アニメ映画賞                                                 | ドン・ホール、カルロス・ロペス・エストラーダ | ノミネート |               |
| ジョージア映画批評家協会賞             | 2022年1月14日  | アニメ映画賞                                                 | ラーヤと龍の王国 | ノミネート |               |
| ゴールデングローブ賞                   | 2022年1月9日   | アニメ映画賞                                                 | ラーヤと龍の王国 | ノミネート | [ 96 ]        |
| ゴールデンリール賞                     | 2022年3月13日  | 音響編集（効果音、フォーリー、ダイアログ、ADR）賞            | シャノン・ミルズ、ブラッド・セメンオフ MPSE、ニア・ハンセン、サムソン・ネスランド、デビッド・C・ヒューズ、キャメロン・バーカー、クリス・フレイジャー、スティーブ・オーランド、ジョン・ローシュMPSE、シェリー・ローデンMPSE、ジム・ワイドマン、デビッド・オルソン | 受賞       | [ 97 ]        |
| ハリウッド批評家協会賞                 | 2021年7月1日   | ミッドシーズン・アワード 作品賞                              | ラーヤと龍の王国 | ノミネート | [ 98 ]        |
| ハリウッド批評家協会賞                 | 2022年2月28日  | アニメ映画賞                                                 | ラーヤと龍の王国 | ノミネート | [ 99 ]        |
| ヒューストン映画批評家協会賞           | 2022年1月19日  | 長編アニメ賞                                                 | ラーヤと龍の王国 | ノミネート | [ 100 ]       |
| 国際映画音楽批評家協会賞               | 2022年2月17日  | 作曲家賞                                                     | ジェームズ・ニュートン・ハワード | 受賞       | [ 101 ]       |
| 国際映画音楽批評家協会賞               | 2022年2月17日  | アニメ映画オリジナル作曲賞                                   | ジェームズ・ニュートン・ハワード | 受賞       | [ 101 ]       |
| アイオワ映画批評家協会賞               | 2022年1月15日  | アニメ映画賞                                                 | ラーヤと龍の王国 | 2位        | [ 102 ]       |
| NAACPイメージ・アワード                | 2022年2月26日  | アニメ作品賞                                                 | ラーヤと龍の王国 | ノミネート | [ 103 ]       |
| NAACPイメージ・アワード                | 2022年2月26日  | キャラクター声優賞（映画部門）                               | オークワフィナ | ノミネート | [ 103 ]       |
| オンライン映画批評家協会賞             | 2022年1月24日  | アニメ映画賞                                                 | ラーヤと龍の王国 | ノミネート | [ 104 ]       |
| ピープルズ・チョイス・アワード         | 2021年12月7日  | 2021年ファミリー映画                                         | ラーヤと龍の王国 | ノミネート | [ 105 ]       |
| 全米製作者組合賞                       | 2022年3月19日  | 劇場用アニメ映画プロデューサー賞                             | オスナット・シューラー、ピーター・デル・ヴェッチョ | ノミネート | [ 106 ]       |
| サンディエゴ映画批評家協会賞           | 2022年1月10日  | アニメ映画賞                                                 | ドン・ホール | ノミネート | [ 107 ]       |
| シアトル映画批評家協会賞               | 2022年1月17日  | 長編アニメ賞                                                 | ドン・ホール、カルロス・ロペス・エストラーダ、ポール・ブリッグス、 | ノミネート | [ 108 ]       |
| 視覚効果協会賞                         | 2022年3月8日   | 長編アニメ視覚効果賞                                         | カイル・オーダーマット、オスナット・シュラー、ケルシー・ハーレー、ポール・フェリックス | ノミネート | [ 109 ]       |
| 視覚効果協会賞                         | 2022年3月8日   | 長編アニメキャラクター賞                                     | ブライアン・メンズ、プン・ウィアントラクーン、エリック・ハンセン、ヴィッキー・ユーチュー・リン（トゥクトゥク） | ノミネート | [ 109 ]       |
| 視覚効果協会賞                         | 2022年3月8日   | 長編アニメ環境創造賞                                         | ヘレン・チェン、キム・チャイウォン、ヴィルジリオ・ジョン・アキノ、ダイアナ・ジャン・ルヴァンジェ（タロン） | ノミネート | [ 109 ]       |
| 視覚効果協会賞                         | 2022年3月8日   | CGプロジェクトバーチャル撮影賞                               | ロブ・ドレッセル、アドルフ・ルシンスキー、ポール・フェリックス | ノミネート | [ 109 ]       |
| 視覚効果協会賞                         | 2022年3月8日   | 長編アニエフェクト・シミュレーション賞                       | ル・ジョイス・トン、ヘンリク・フェルト、ラタニン・シリナルマーン、ジェイコブ・ライス | 受賞       | [ 109 ]       |
| ワシントンD.C.映画批評家協会賞         | 2021年12月6日  | 長編アニメ賞                                                 | ラーヤと龍の王国 | ノミネート | [ 110 ]       |
| ワシントンD.C.映画批評家協会賞         | 2021年12月6日  | 声優賞                                                       | オークワフィナ | 受賞       | [ 110 ]       |
| ワシントンD.C.映画批評家協会賞         | 2021年12月6日  | 声優賞                                                       | ケリー・マリー・トラン | ノミネート | [ 110 ]       |
| 女性映画批評家協会賞                   | 2021年12月14日 | 女性アニメ賞                                                 | ラーヤ | ノミネート |               |